# Cuckoo on a Choo Choo
Cuckoo on a Choo Choo é um filme curta-metragem estadunidense de 1952, dirigido por Jules White. É o 143º de um total de 190 filmes da série com os Três Patetas produzida pela Columbia Pictures entre 1934 e 1959.

## Recepção
Esse curta-metragem é considerado um dos mais originais e o único da filmografia dos Três Patetas. No entanto, fãs e críticos o classificaram como a pior comédia dos Patetas.